# المحميات البحرية القومية السودانية

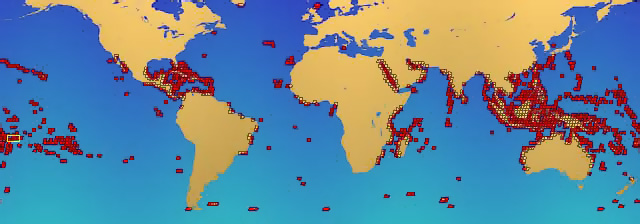
خريطة توضح مناطق انتشار الشعب المرجانية بالنقاط الحمراء ، توضح الصورة سواحل البحر الاحمر.

تعتبر المحميات البحرية القومية السودانية موطناً
لأكثر الحيوات البحرية تنوعاً في العالم، بما في ذلك الأنواع المهددة بالانقراض من أسماك القرش السلاحف البحرية والدلافين وبقر البحر والشفانين وسمك الأسد وغيرها من الأحياء البحرية النادرة. وبهذا الثراء اللامتناهي والمناظر الخلابة تحت الماء فقد اشتهرت المحميات البحرية السودانية على مستوى العالم بأنها من أفضل مواقع رياضة الغطس في العالم.

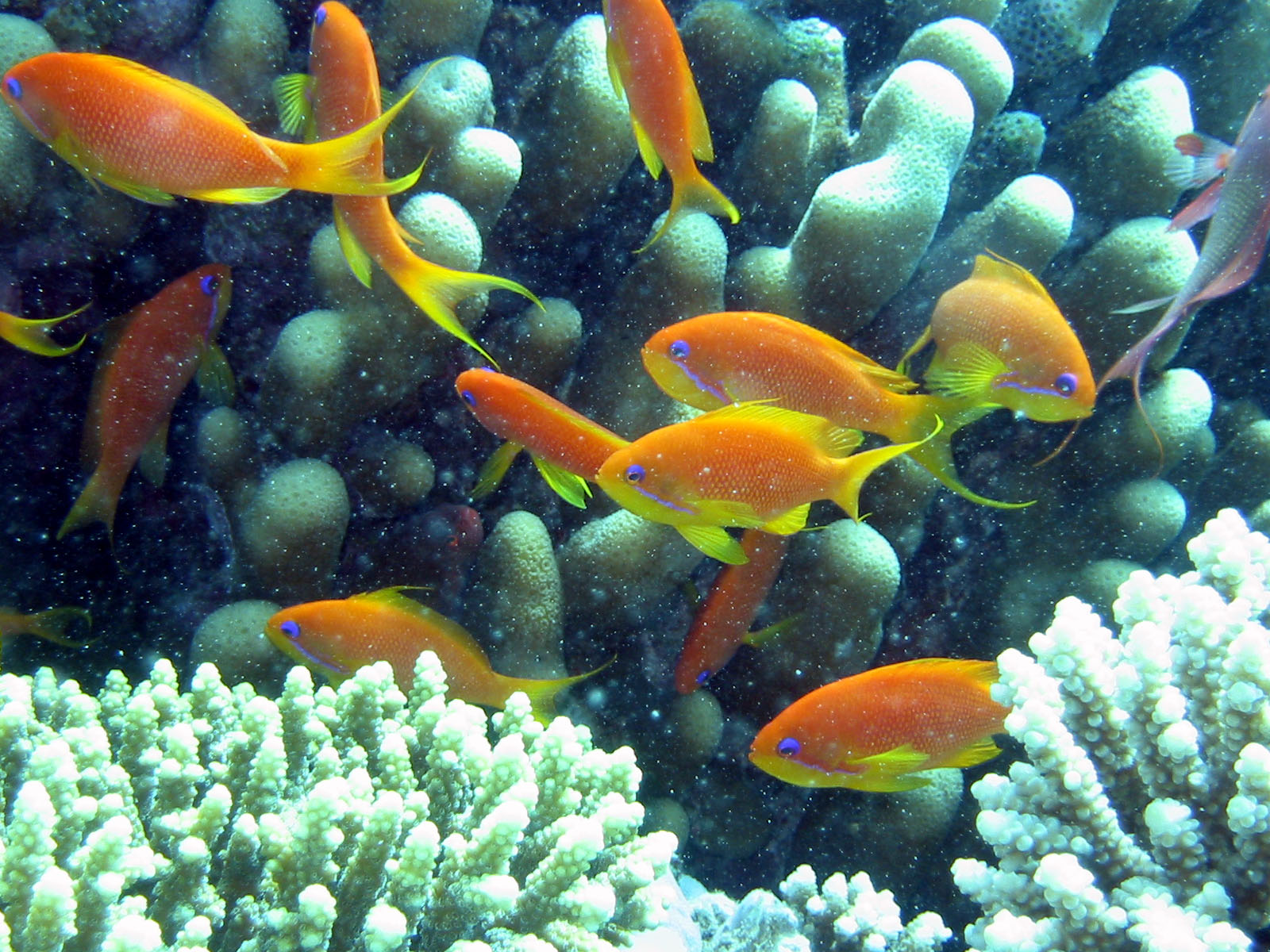
مرجان وأسماك البحر الأحمر

## المحميات الطبيعية
أنشأت حكومة السودان محميتين طبيعيتين قوميتين بالبحر الأحمر هما:
- محمية جزيرة سنقنيب للشعب المرجانية القومية

وهي عبارة عن محمية بحرية تقع على مقربة من مدينة بورتسودان في المياه الإقليمية السودانية داخل البحر الأحمر. وهي المحمية البحرية الأولى في السودان. تتميز المحمية بوجود الشعب المرجانية وما يصاحبها من وجود نباتي وحيواني من أسماك وأحياء بحرية أخرى.
- محمية خليج دنقناب القومية تكتسب أهميتها من كونها موطن للعديد من الأنواع النادرة المهددة بالانقراض عالمياً مثل ناقة البحر والمانتاري والقرش الحوتي والسلاحف البحرية وغيرها.

كما أن بها تجمعات ضخمة ومتنوعة من الشّعب المرجانية وهي من المناطق القليلة التي لم تتأثر بدورة الكوارث الكونية وظاهرة الإحتباس الحراري التي قضت على حوالي (16%) من الشّعب المرجانية في العالم. وبذلك فقد اكتسبت محمية خليج دنقناب أهمية كونية وإقليمية بالنظر إليها كواحدة من المناطق المحتملة كملجأ للمرجان نسبة للتغيرات التي تحدث في المناخ العالمي.
وتقديراً لتفردهما ككنزين من كنوز الثراء البحري المتميز
ومعهم جزيرة مكوار للمساعدة في حفظ وصون وإدارة الموارد البحرية السودانية المتفردة على نطاق العالم صنفت كمحميات طبيعية.

## تصنيف المحميات
صُنفت كل من محمية جزيرة سنقنيب للشعب المرجانية القومية والمحمية القومية بخليج دنقناب وجزيرة مكوار كمواقع تراث عالمي وذلك في يوليو من العام 2016.